# Амьен-2 (кантон)
Амьен-2 (фр. Amiens-2) — кантон во Франции, находится в регионе О-де-Франс, департамент Сомма. Входит в состав округа Амьен.

## История
Кантон образован в результате реформы 2015 года . В его состав вошли упраздненный кантон Амьен-8 (Нор) и отдельные коммуны кантона Виллер-Бокаж.

## Состав кантона
В состав кантона входят коммуны (население по данным Национального института статистики за 2018 г.):
- Аллонвиль (750 чел.)
- Амьен (15 461 чел.) (северные кварталы)
- Бертангль (656 чел.)
- Виллер-Бокаж (1 428 чел.)
- Кардоннет (522 чел.)
- Керьё (642 чел.)
- Куази (348 чел.)
- Монтонвиллер (81 чел.)
- Пуленвиль (1 223 чел.)
- Реннвиль (1 001 чел.)
- Сен-Гратьян (380 чел.)

## Политика
На президентских выборах 2022 г. жители кантона отдали в 1-м туре Эмманюэлю Макрону 32,7 % голосов против 24,7 % у Жана-Люка Меланшона и 20,2 % у Марин Ле Пен; во 2-м туре в кантоне победил Макрон, получивший 65,6 % голосов. (2017 год. 1 тур: Эмманюэль Макрон – 27,8 %, Жан-Люк Меланшон – 21,1 %,  Марин Ле Пен – 20,0 %, Франсуа Фийон – 17,1 %; 2 тур: Макрон – 70,4 %. 2012 год. 2012 год. 1 тур: Франсуа Олланд - 31,4 %, Николя Саркози - 25,0 %, Марин Ле Пен - 18,0 %; 2 тур: Олланд  - 54,9 %).
С 2021 года кантон в Совете департамента Сомма представляют член муниципального совета коммуны Аллонвиль Зора Даррас (Zohra Darras) и профсоюзный активист Фредерик Фове (Frédéric Fauvet) (оба – Социалистическая партия).
|                | Кандидаты                             | Партия                   | Первый тур | Первый тур     | Второй тур | Второй тур |
| Кол-во голосов | Кандидаты                             | Партия                   | % голосов  | Кол-во голосов | % голосов  |            |
| -------------- | ------------------------------------- | ------------------------ | ---------- | -------------- | ---------- | ---------- |
|                | Зора Даррас Фредерик Фове             | Социалистическая партия  | 1 161      | 29,58          | 2 073      | 54,58      |
|                | Азуз Амдан Анн Дефлессель             | Правоцентристский блок   | 961        | 24,48          | 1 725      | 45,52      |
|                | Филипп Корн Ноэми Девис               | Национальное объединение | 868        | 22,11          |            |            |
|                | Каролин Феарон Владимир Мендес Боржес | Разные центристы         | 460        | 11,72          |            |            |
|                | Саид Будиль Шарлотта Отен             | Непокорённая Франция     | 221        | 5,63           |            |            |
|                | Небилла Абдалла Аднан Абдельлатиф     | Прочие                   | 134        | 3,41           |            |            |
|                | Доминик Рецман Дамьен Шаль            | Крайне левые             | 120        | 3,06           |            |            |

|                | Кандидаты                           | Партия             | Первый тур | Первый тур     | Второй тур | Второй тур |
| Кол-во голосов | Кандидаты                           | Партия             | % голосов  | Кол-во голосов | % голосов  |            |
| -------------- | ----------------------------------- | ------------------ | ---------- | -------------- | ---------- | ---------- |
|                | Зора Даррас Франсис Лек             | Левый блок         | 1 604      | 25,69          | 3 584      | 60,32      |
|                | Жан-Поль Монтиньи Сильви Шопен      | Национальный фронт | 1 764      | 28,26          | 2 358      | 39,68      |
|                | Азуз Амдан Анн-Софи Домон           | Правый блок        | 1 468      | 23,51          |            |            |
|                | Франсин Брио Владимир Мендес Боржес | Разные правые      | 767        | 12,29          |            |            |
|                | Фабьен Дебове Жан-Мишель Жоли       | Разные левые       | 323        | 5,17           |            |            |
|                | Филипп Корн Иветт Макерон           | Вставай, Франция   | 317        | 5,08           |            |            |